# Kurt Egger (Politiker, 1956)

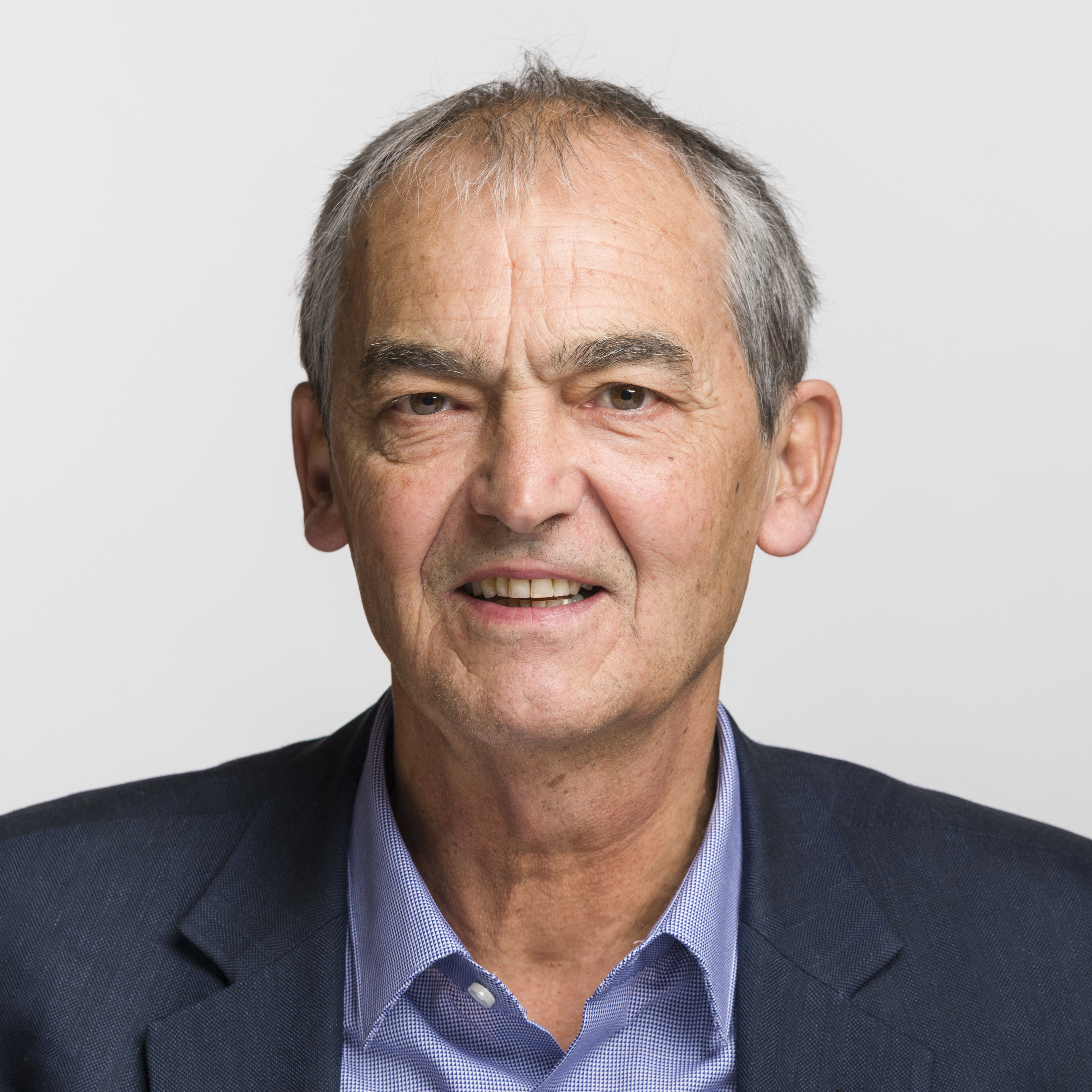
Kurt Egger (2019)

Kurt Egger (* 19. Januar 1956 in St. Gallen; heimatberechtigt in Eggersriet) ist ein Schweizer Politiker (Grüne).

## Leben
Egger wuchs in Wittenbach und ab 1962 im elterlichen Käsereibetrieb in Fischingen auf. Nach dem Besuch der Kantonsschule in Frauenfeld absolvierte er ein Studium der Maschineningenieurwissenschaften an der ETH Zürich. Er ist seit 1996 Mitinhaber und Geschäftsleiter der Energie- und Umweltberatungsfirma Nova Energie GmbH in Sirnach.
Er ist Vizepräsident der Thurgauer Sektion des Schweizerischen Ingenieur- und Architektenvereins (SIA), Präsident der Initiative Biodiversität Thurgau von Pro Natura, Mitglied der Kulturkommission Thurgau und des Beirates des Kompetenzzentrums Erneuerbare Energiesysteme (KEEST) sowie Energieberater des Vereins Energiefachleute Thurgau (EFT). Des Weiteren ist er Mitglied des Patronatskomitees von Aqua Viva.
Kurt Egger ist verheiratet und lebt in Eschlikon.

## Politik
Egger war von 2012 bis 2020 Mitglied des Grossen Rates des Kantons Thurgau, wo er die Grünen in der Geschäftsprüfungs- und Finanzkommission vertrat. Er ist Präsident der Grünen Eschlikon und seit 2015 Präsident der Grünen Kanton Thurgau. 
Bei den nationalen Parlamentswahlen vom 20. Oktober 2019 wurde Egger für die Grünen in den Nationalrat gewählt. Dort war er Mitglied der Begnadigungskommission und der Kommission für Umwelt, Raumplanung und Energie. Bei den Wahlen 2023 wurde er nicht wiedergewählt.